# 안성일 (1992년)
안성일(1992년 11월 30일 ~ )은 조선민주주의인민공화국의 축구 선수이다. 포지션은 수비수이며 현재 4.25체육단 소속이다.

## 선수 경력
안성일 아랍에미리트에서 열리는 2019 AFC 아시안컵 북한 대표팀 명단에 포함됐다.